# NGC 1570
NGC 1570 في الفهرس العام الجديد، هي مجرة، تقع في كوكبة آلة النقاش. اكتشفت في 4 ديسمبر 1836 بواسطة جون هيرشل.

## روابط خارجية
- NGC 1570 على موقع ويكي سكاي: DSS2, SDSS, GALEX, IRAS, Hydrogen α, X-Ray, Astrophoto, Sky Map, Articles and images